# Ши (Горњи Пиринеји)
Ши (фр. Chis) насеље је и општина у јужној Француској у региону Миди Пирене, у департману Горњи Пиринеји која припада префектури Тарб.
По подацима из 2011. године у општини је живело 299 становника, а густина насељености је износила 79,95 становника/km². Општина се простире на површини од 3,74 km². Налази се на средњој надморској висини од 262 метара (максималној 276 m, а минималној 256 m).

## Демографија
| 1962. | 1968. | 1975. | 1982. | 1990. | 1999. | 2011. |
| ----- | ----- | ----- | ----- | ----- | ----- | ----- |
| 157   | 167   | 206   | 217   | 212   | 245   | 299   |

График промене броја становника у току последњих година